# Forze armate sovietiche
Le Forze armate sovietiche (in russo Вооружённые силы СССР?, Vooružënnye sily SSSR) erano le forze armate dell'Unione Sovietica dall'inizio della guerra civile russa, nel 1918, fino allo scioglimento dell'URSS nel 1991-1992.

## Storia

### La rivoluzione russa e la nascita

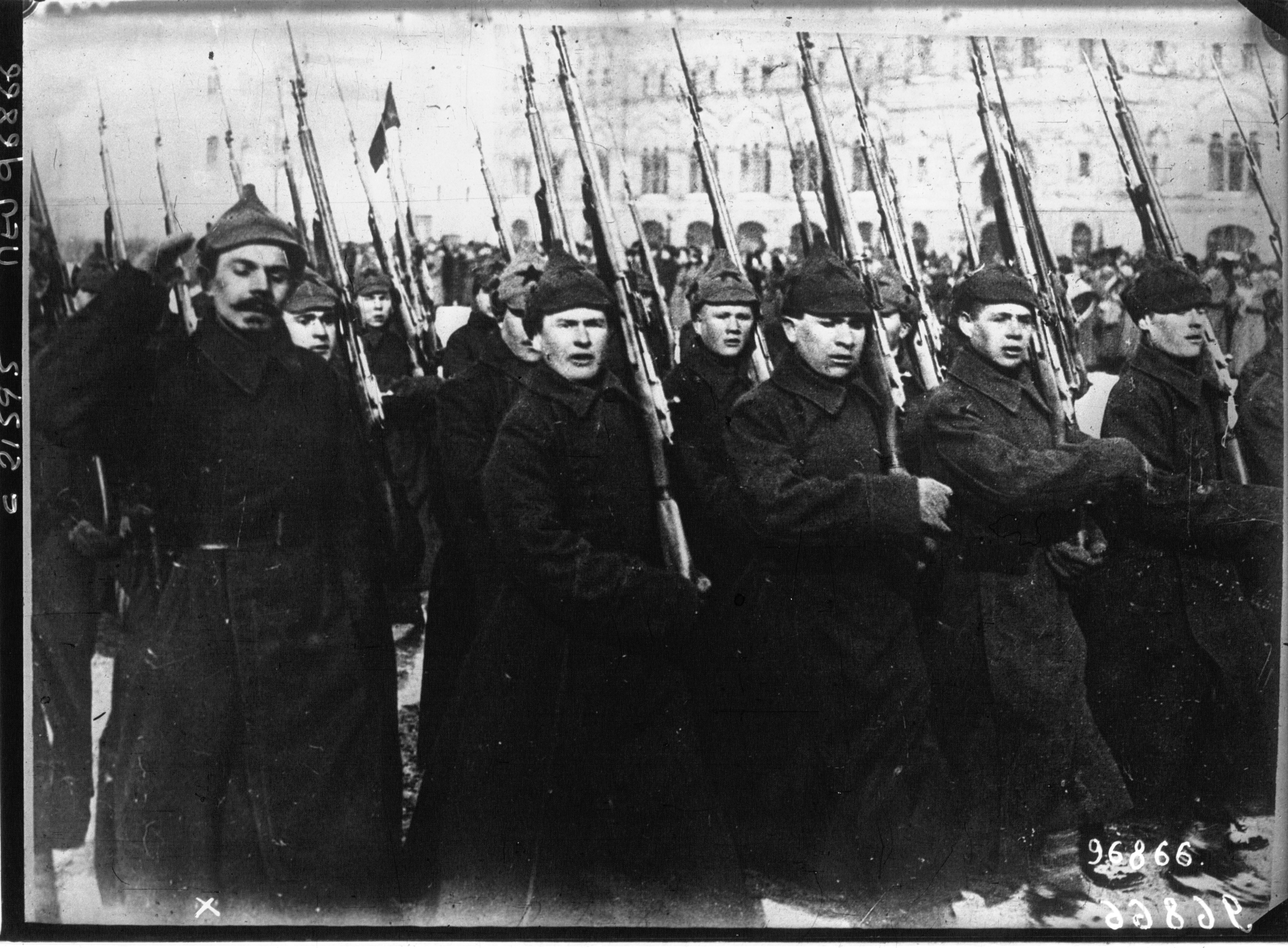
Una parata dell'Armata Rossa a Mosca nel 1922

Dopo la rivoluzione russa il Consiglio dei commissari del popolo organizzò l'Armata Rossa attraverso un decreto il 15 gennaio 1918 secondo il calendario giuliano (28 gennaio 1918) basandosi sulla già esistente Guardia Rossa.
L'11 febbraio 1918, con decreto del commissario del popolo per gli affari marittimi Pavel Efimovič Dybenko, veniva dichiarata ufficialmente disciolta la flotta imperiale e creata la Flotta Rossa degli operai e dei contadini, con arruolamento su base esclusivamente volontaria.
Il 23 febbraio 1918 indica il primo arruolamento di massa nelle città di Pietrogrado e di Mosca e la prima azione di guerra contro le truppe imperiali tedesche, questo giorno è ricordato come il Giorno dell'Armata Rossa. Il 23 febbraio divenne una festa nazionale molto importante in Unione Sovietica più avanti celebrata come il Giorno dell'Armata Sovietica. Viene tuttora festeggiata in Russia come il Giorno dei difensori della madrepatria. Il titolo di creatore dell'Armata Rossa viene affidato a Leon Trotsky, il Commissario del popolo per la guerra dal 1918 al 1924.
Il 24 maggio 1918 le forze aeree furono ricostituite come "Flotta aerea rossa dei lavoratori e dei contadini" (Glavvozduhflot), poi Voenno-vozdušnye sily SSSR
All'inizio della sua esistenza l'Armata Rossa era un corpo volontario senza gradi o insegne, gli ufficiali erano eletti in maniera democratica, questo fino a quando un decreto del 18 maggio 1918 impose il servizio militare obbligatorio per gli uomini dai 18 ai 40 anni. Per organizzare l'arruolamento di massa, vennero creati dei commissariati regionali militari (военный комиссариат, военкомат (voenkomat)), carica che dal 2005 esiste ancora in Russia e con lo stesso nome.
Dopo che il generale Aleksej Alekseevič Brusilov offrì il suo aiuto ai bolscevichi nel 1920, questi ultimi permisero l'arruolamento di ufficiali che avevano servito nell'Esercito imperiale russo. I bolscevichi crearono una commissione speciale guidata da Lev Glezarov e nell'agosto del 1920 315.000 ex-ufficiali imperiali vennero arruolati. Spesso ebbero la carica di consulenti militari e un numero importante di comandanti dell'Armata Sovietica servirono in precedenza nell'esercito imperiale, molti altri divennero membri del Consiglio militare supremo. Le autorità bolsceviche assegnarono ad ogni unità dell'Armata Rossa un commissario politico o politruk, che aveva l'autorità di stravolgere le decisioni del comandante se queste erano contrarie all'ideologia del Partito comunista.
Nel 1924 la marina inizia la ricostituzione della squadra navale e ripristina i gradi degli ufficiali, sotto il nome di "categorie di servizio".

### La guerra fredda
Dopo lo sforzo bellico della seconda guerra mondiale, nel 1945 l'Unione Sovietica disponeva di tre soli tipi di forze armate: l'esercito di terra, la marina e l'aeronautica. I due ministri che supervisionavano rispettivamente le forze terrestri - aeree e l'altro la marina vennero uniti in un'unica figura: il ministro delle forze armate nel marzo del 1946. Nel 1948 venne creata una quarta branca: le truppe della difesa aerea. Il ministero venne diviso nuovamente in due dal 1950 fino al 1953 quando venne creato il Ministero della Difesa che li riuniva. Sei anni dopo nacquero le Forze Missilistiche Strategiche. Le VDV (Truppe aerotrasportate) in questo periodo erano una riserva del Alto Comando Supremo.
Nel febbraio 1946 l'Armata Rossa cambiò la sua denominazione in Armata Sovietica e nello stesso anno la marina in Voenno Morskoj Flot SSSR.
Nel 1948 i soldati dell'Armata Sovietica furono ridotti da 13 milioni a 2,8 milioni. Per controllare questo processo di riduzione, il numero dei distretti militari venne temporaneamente abbassato da 33 a 21 nel 1946. Le dimensioni delle forze armate sovietiche, secondo le stime occidentali, era tra i 4 e i 5 milioni, durante il periodo della guerra fredda. La coscrizione sovietica prevedeva che tutti i maschi abili dovessero prestare il servizio militare per un minimo di due anni. In questo modo l'Unione Sovietica disponeva del più grande esercito del mondo dal 1945 al 1991. Diverse unità delle forze sovietiche rimasero negli stati della europa dell'est, in quanto stati satelliti dell'URSS e per reprimere manifestazioni di indipendenza. Il più grande contingente sovietico in Europa era in Germania Est (Gruppo di forze sovietiche in Germania), vi erano altri contingenti in Polonia (Gruppo Nord delle Forze), in Cecoslovacchia e in Ungheria.
La devastante invasione della Germania nazista del 1941 influenzò la dottrina militare della Guerra Fredda Sovietica di combattere i nemici, o in una zona cuscinetto sotto controllo sovietico o in ogni caso impedire ogni guerra sul suolo sovietico. Per assicurare gli interessi sovietici nell'Europa orientale, le forze sovietiche repressero le proteste antisovietiche in Germania Est (1953), in Ungheria (1956) e in Cecoslovacchia (1968). Il conflitto cino-sovietico portò alla creazione di sedici distretti militari nel 1969, il distretto militare dell'Asia centrale con quartier generale Almaty. Per testare le capacità per una guerra, alla fine degli anni 70 e ai primi anni 80 vennero creati quattro alti comandi che raggruppavano i distretti militari. L'Alto Comando dell'Estremo Oriente venne creato per primo seguito dagli Alti Comandi dell'Ovest e del Sud-Ovest verso l'Europa e l'Alto Comando del Sud verso il Medio Oriente con sede a Baku.
Dal confronto con gli USA e la NATO durante la guerra fredda venne sviluppata la deterrenza reciproca con armi nucleari. L'Unione Sovietica investì molto in armi nucleari soprattutto nella produzione di missili balistici e di sottomarini nucleari. URSS e USA non si scontrarono mai direttamente, ma indirettamente supportando dittature e ribelli nel terzo mondo.

### La dissoluzione dell'Unione Sovietica e la fine

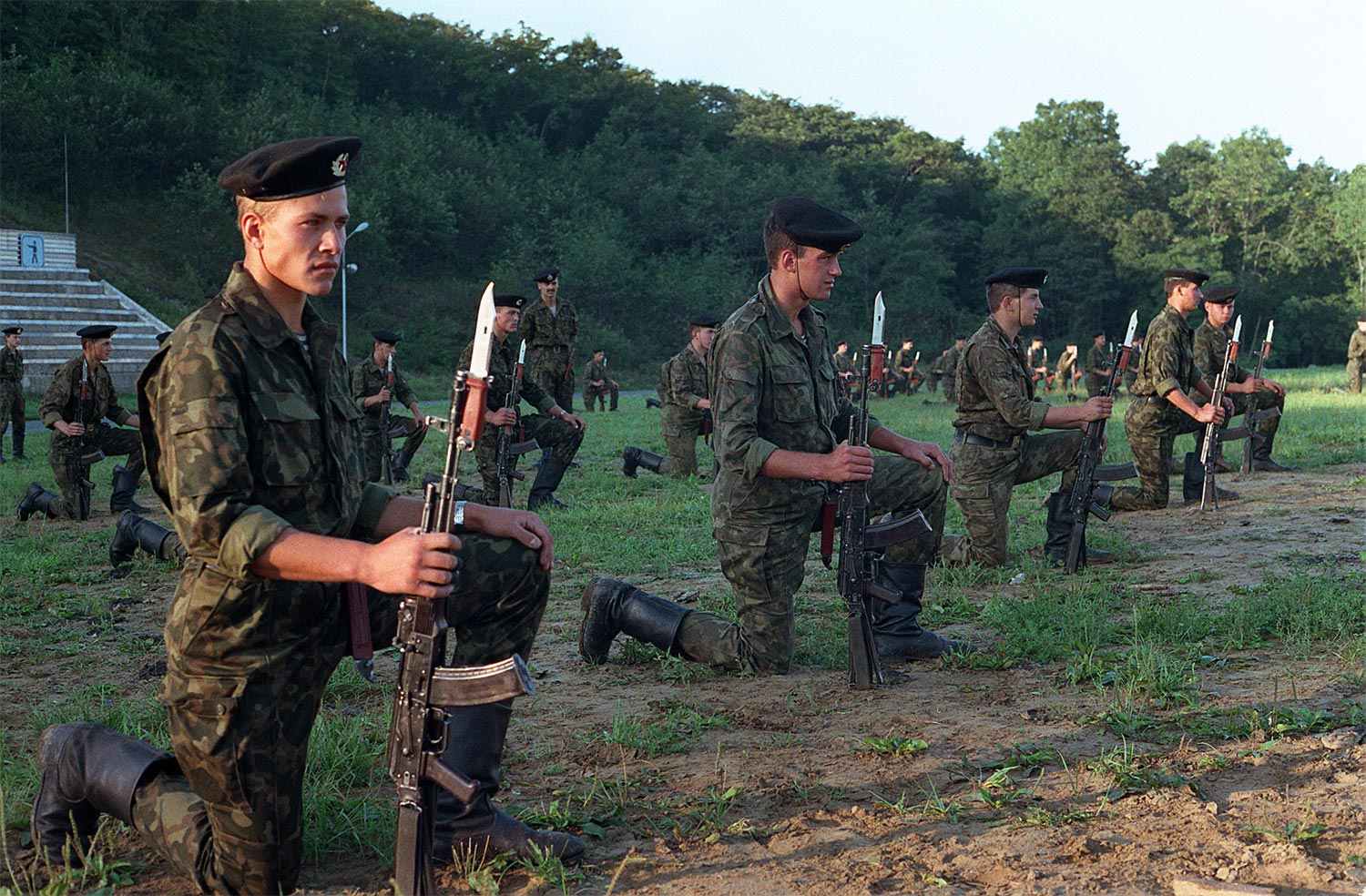
Fanti di marina sovietici durante una manifestazione nel 1990

Dal 1985 al 1991, il nuovo leader dell'Unione Sovietica Mikhail Gorbaciov tentò di ridurre lo sforzo dell'esercito per questioni economiche. Il suo governo, lentamente, ridusse le dimensioni dell'esercito. Dal 1989 le truppe sovietiche lasciarono i loro vicini del Patto di Varsavia a se stessi. Nello stesso anno le truppe sovietiche lasciarono l'Afghanistan. Dalla fine del 1990 l'intero blocco orientale collassò sulla scia delle rivoluzioni democratiche. Come risultato, i cittadini sovietici iniziarono, rapidamente, a rivoltarsi contro il governo comunista. Mentre l'Unione Sovietica avanzava verso la disintegrazione, i militari giocarono un ruolo sorprendentemente debole ed inefficace nel sostenere il morente sistema sovietico. Le truppe furono coinvolte nel tentativo di reprimere disordini e conflitti nel Caucaso e in Asia centrale, ma spesso si dimostrarono incapaci di ripristinare la pace e l'ordine. Il 9 aprile 1989, l'Esercito insieme alle unità del MVD, massacrarono circa 190 dimostranti a Tbilisi in Georgia. La maggiore crisi avvenne in Azerbaigian, quando l'Armata Rossa entrò con la forza a Baku tra il 19 ed il 20 gennaio 1990, rimuovendo il governo ribelle e uccidendo, presumibilmente, centinaia di civili nell'azione. Il 13 gennaio 1991 le forze sovietiche assaltarono la torre della Radio di Stato e Televisione e la torre di riconversione televisiva a Vilnius, capitale della Lituania, entrambe sotto il controllo dell'opposizione, uccidendo 14 persone e ferendone 700.
In seguito al tentativo di colpo di Stato dell'agosto 1991, il governo dell'Unione Sovietica, praticamente, perse ogni autorità sulle repubbliche. Quasi ogni repubblica sovietica dichiarò la propria intenzione di separarsi dall'URSS, iniziando ad approvare leggi che sfidavano il Soviet Supremo. L'8 dicembre 1991, i Presidenti di Russia, Bielorussia ed Ucraina dichiararono la dissoluzione dell'Unione Sovietica e siglarono il documento che istituiva Comunità degli Stati Indipendenti (CSI). Il 25 dicembre 1991 Gorbaciov rassegnò le dimissioni ed il giorno seguente il Soviet Supremo, l'organismo governativo più elevato, si dissolse, decretando ufficialmente la fine dell'Unione Sovietica. Nel successivo anno e mezzo vi furono vari tentativi di prendere le unità e trasformarle nell'esercito della CSI, ma gli stessi fallirono. Frequentemente, le unità di stanza in Ucraina ed in alcune repubbliche secessioniste giurarono fedeltà ai loro governi nazionali, mentre una nuova serie di trattati fra i nuovi Stati indipendenti divisero il patrimonio militare.  Dopo la dissoluzione dell'Unione Sovietica, l'Armata Sovietica si dissolse e gli Stati successori dell'URSS divisero fra loro gli assetti bellici. La suddivisione avvenne quasi esclusivamente su base regionale, con i soldati sovietici della Russia che divennero parte del nuovo esercito russo, mentre i soldati sovietici originari del Kazakhistan divennero parte del nuovo esercito kazako.

## Struttura

Schema della struttura delle forze armate sovietiche

Le forze armate erano composte da: Armata Rossa (esercito di terra), marina militare, forze aeree e dal Direttorato politico di Stato (OGPU). La OGPU venne successivamente integrata nel NKVD nel 1943. Questo corpo aveva al suo comando le Truppe interne e le Truppe di confine ed era sotto la direzione delle forze armate fino al 1991.. Dopo la seconda guerra mondiale vennero aggiunte Forze Missilistiche Strategiche (1960), le Forze di Difesa Aerea (1948) e le truppe della Difesa civile. Con la creazione di questi corpi l'ordine di importanza delle varie branche delle forze armate sovietiche era la seguente:
1. Forze missilistiche strategiche (Ракетные войска стратегического назначения, Raketnye vojska strategičeskogo naznačenija)
2. Forze terrestri (Сухопутные войска, Sukhoputnye vojska)
3. Forze di difesa aerea (Войска противовоздушной обороны, Vojska protivovozdushnoj oborony)
4. Aeronautica militare (Военно-воздушные силы, Voenno-vozdushnye sily)
5. Marina militare (Военно-морской флот, Voenno-morskoj flot)
6. Forze di difesa civile (Войска Гражданской обороны, Vojska Graždanskoj oborony)
7. Truppe di confine (Пограничные войска, Pograničnye vojska)
8. Truppe interne (Внутренние войска, Vnutrennie vojska)

### Stato maggiore
Il 22 settembre 1935 le autorità rinominarono la RKKA come stato maggiore che reincarnava lo stato maggiore dell'Impero russo. Molti ex componenti del RKKA che servirono nell'Impero russo fecero parte dello Stato Maggiore dell'URSS. I componenti erano solitamente persone con una grande esperienza di combattimento e una solida educazione militare. Lo stato maggiore era diretto dal Capo di stato maggiore generale delle forze armate sovietiche.

### Gradi e titoli
La prima Armata Rossa abolì la figura dell'ufficiale, considerata un'eredità dello zarismo, durante la rivoluzione. L'uso della parola ufficiale venne condannato e sostituita da comandante. L'Armata Rossa abbandonò anche spalline e gradi sostituendoli con titoli come Comandante Divisione o Comandante del Corpo o nomi simili. Nel 1924 venne aggiunto il sistema detto di Servizio Categorie, dal K-1 (il più basso) al K-14 (il più alto). Il servizio categorie operava come i gradi ma in maniera camuffata: indicava l'esperienza e le qualifiche del comandante. L'insegna indicava la categoria, non la posizione del comandante.
Il 22 settembre 1935 l'Armata Rossa eliminò il servizio di categoria e introdusse i gradi personali. Questi gradi erano un misto di titoli funzionali e di gradi tradizionali, ad esempio in questi gradi vi era il tenente e il Komdiv (comandante di divisione). Ulteriori complicazioni si manifestarono con i gradi per i commissari politici (esempio commissario di brigata, commissario esercito di 2º grado) per il corpo tecnico (ingegnere di 3º grado, ingegnere della divisione) e per gli altri corpi non combattenti come i medici o gli amministratori.
Il sistema venne modificato ulteriormente. Il 7 maggio 1940 i gradi di generale e di ammiraglio rimpiazzarono i titoli di Kombrig, Komdiv, Komkor, Komandarm; altri titoli (comandante divisione,ingegnere della divisione) rimasero inalterati. Il 2 novembre 1940 il sistema venne modificato con l'abolizione dei gradi funzionali per i titoli di sottufficiale e di tenente colonnello. All'inizio del 1942 tutti i gradi funzionali nei corpi tecnici ed amministrativi divennero gradi regolarizzati (ingegnere maggiore, colonnello ingegnere, capitano del servizio indipendente). Il 9 ottobre 1942 le autorità abolirono il sistema del commissario militare insieme ai gradi commissari. I gradi funzionali rimasero solo per i medici, i veterinari e i corpi legislativi.
All'inizio del 1943 l'unificazione del sistema vide l'abolizione di tutti i gradi funzionali rimanenti. Il termine ufficiale venne permessa insieme alle spalline che sostituirono le insegne precedenti. I gradi e le insegne del 1943 non cambiarono molto fino agli ultimi giorni dell'Unione Sovietica.  Le attuali Forze armate russe usano ampiamente lo stesso sistema, i vecchi titoli di kombat (battaglione o comandante batteria), kombrig (comandante di brigata) e komdiv (comandante di divisione) vengono utilizzati in maniera informale.

## Caratteristiche

### Armi ed equipaggiamento
Negli anni venti e trenta del novecento il piano di industrializzazione di Stalin creò diverse fabbriche di armi. Delle armi prodotte quella che ebbe più successo fu il fucile a otturatore girevole-scorrevole Mosin-Nagant che divenne l'arma principale della Armata Rossa durante il secondo conflitto mondiale. Gli arsenali sovietici produssero più di 17 milioni di Mosin-Nagant dal 1930 al 1945. Nel 1943 venne dato il via al progetto del M44, progettato per rimpiazzare il Mosin-Nagant. La produzione a pieno regime partì nel 1944 e continuò fino al 1949 quando venne rimpiazzato dal semiautomatico Simonov SKS.
Durante tutta la Seconda guerra mondiale l'Armata Rossa soffrì di scarsità di mitragliatrici e di armi semiautomatiche. Il semiautomatico Tokarev SVT 40 modello 38 e modello 40 utilizzava le stesse cartucce 7,62 x 54 mm R del Mosin-Nagant. Il fucile benché fosse un buon progetto non venne mai prodotto negli stessi numeri del Mosin-Nagant e non riuscì a replicarlo. La sperimentazione con piccole armi incominciò durante la seconda guerra mondiale. Nel 1945 l'Armata Rossa adottò la carabina 7,62 x 39mm Simonov SKS semiautomatica. Nel 1949 incominciò la produzione del fucile d'assalto AK-47  7.62x39mm Kalashnikov, i piani prevedevano che le truppe lo usassero insieme al SKS, ma ben presto quest'ultimo venne rimpiazzato completamente. Nel 1978 il AK-47 venne rimpiazzato dal 5.45x39mm AK-74 che utilizzava non meno del 51% delle componenti del AK-47. La nuova arma era una controparte dell'americano 5.56x45mm utilizzato nel fucile d'assalto M-16 e viene ancora utilizzato dall'odierno esercito russo.

### Il controllo politico
Il Partito Comunista possedeva una serie di meccanismi per controllare le forze armate. Primo, a partire da un certo grado solo un membro del partito poteva diventare un comandante ed era soggetto alla disciplina del partito. Secondo, i leader militari erano stati sistematicamente integrati all'interno dei più importanti scaglioni del partito. Terzo, il partito aveva installato una rete di ufficiali politici attraverso tutte le forze armate per influenzare le attività militari.
Un comandante politico (zampolit) serviva come commissario politico delle forze armate. Lo zampolit supervisionava l'organizzazione del partito e conduceva un lavoro politico con le unità militari, tenendo lezioni sul marxismo-leninismo, sulla visione sovietica degli affari internazionali e sui compiti del partito per le forze armate. Durante la Seconda guerra mondiale lo zampolit perse il potere di veto sulle decisioni del comandante ma mantenne il potere di riportare quelle che erano le capacità e l'attitudine del comandante di unità agli ufficiali di grado più alto o ai vertici politici.
Nel 1989 più del 20% di tutto il personale delle forze armate erano membri del partito o del Komsomol. Oltre il 90% di tutti gli ufficiali delle forze armate erano membri del Komsomol.

### L'educazione militare
Durante la guerra civile le strutture di comando ricevettero l'addestramento dalla Accademia di Stato Maggiore della RKKA, in pratica la vecchia Accademia di Stato Maggiore Nicola del ormai morto Impero russo. Il 5 agosto 1921 l'accademia divenne Accademia Militare della RKKA e nel 1925 Accademia militare della RKKA "Michail Vasil'evič Frunze". I comandanti supremi ricevevano l'educazione ai Corsi Accademici Militari Superiori, rinominati nel 1925 Corsi Avanzati per Comando Supremo; nel 1931 venne aggiunta una Facoltà di Operazioni integrando i corsi. Il 2 aprile 1936 ci fu il ripristino della Accademia di Stato Maggiore. Essa divenne la scuola principale per i comandanti più importanti dell'Armata Rossa e un centro per studi militari avanzati.
Si deve ricordare che il termine "accademia" in Unione Sovietica (e poi nella Russia pos-sovietica) non aveva lo stesso valore che ha per il mondo occidentale. Le accademie militari sovietiche erano strutture di formazione per i comandanti che erano già graduati e obbligatorie per arrivare ai gradi più alti. L'educazione di base per gli ufficiali era fornita da strutture chiamate:военная школа o военное училище. Queste potevano essere denominate scuole e paragonate alla accademie militari occidentali di West Point e di Sandhurst.

## Distintivi di grado delle forze armate
Ogni branca delle forze armate sovietiche aveva un proprio comandante supremo: il Maresciallo dell'Unione Sovietica per l'esercito. L'Ammiraglio della flotta dell'Unione Sovietica per la marina e il Maresciallo generale dell'aviazione dell'Unione Sovietica per l'aeronautica. Il 26 giugno 1945 fu approvato un decreto dal Soviet Supremo dell'URSS, il quale stabiliva che il nuovo grado militare più alto fosse quello di Generalissimo dell'Unione Sovietica. La nuova "suprema carica militare" di "generalissimo dell'Unione Sovietica" sarebbe stata attribuita "per meriti particolarmente eminenti...nella direzione di tutte le forze armate dello stato in tempo di guerra". Il grado fu creato appositamente per Stalin, il quale fu l'unico che diresse tutto lo sforzo bellico sovietico dall'inizio alla fine, come ministro della Guerra, comandante supremo delle forze armate e presidente del Comitato Statale di Difesa ed era perciò l'unico ad avere i requisiti per ricevere un simile riconoscimento.
Tuttavia, secondo il biografo di Stalin Robert Service, Stalin rifiutò l'ostentazione di tale titolo, e chiese a Winston Churchill di continuare a riferirsi a lui come al maresciallo.
Stalin respinse anche qualsiasi tipo di distinzione tra il suo grado militare e quello di maresciallo, e mantenne l'originale uniforme con i distintivi di grado di Maresciallo dell'Unione Sovietica uguale a quella degli altri marescialli sovietici. La proposta di creazione del grado di Generalissimo dell'Unione Sovietica fu menzionata dopo la guerra, quando una bozza di decreto sui gradi militari sovietici era stata presentata a Stalin e al generale Andrej Chrulёv - direttore del Dipartimento Generale di Logistica - venne dato il compito di progettare la divisa da Generalissimo per Stalin da utilizzare nella parata per la vittoria il 9 maggio 1947. La divisa venne presentata a Stalin una settimana prima della parata.
Dopo averla esaminata, Stalin prese in mano il decreto sull'istituzione del grado di Generalissimo e dichiarò: "Non potrò mai firmare questo decreto. L'Armata Rossa sovietica ha come grado più alto quello di maresciallo." Da allora la questione dell'istituzione del nuovo grado non sarebbe mai stata nuovamente sollevata. Si dice che Leonid Breznev avesse la speranza di ricevere questo grado, ma non gli fu mai conferito.

### Esercito
| Ufficiali generali                                                            |                                    |                                    |                                       |                                       |                                       |                                    |                                    |                                    |                                |                                |                                |
| маршал Советского Союза Maresciallo dell'Unione Sovietica comandante generale |                                    |                                    |                                       |                                       |                                       |                                    |                                    |                                    |                                |                                |                                |
| генерал армии Generale d'armata                                               | генерал армии Generale d'armata    | генерал армии Generale d'armata    | генерал-полковник Colonnello Generale | генерал-полковник Colonnello Generale | генерал-полковник Colonnello Generale | генерал-лейтенант Tenente generale | генерал-лейтенант Tenente generale | генерал-лейтенант Tenente generale | генерал-майор Maggior generale | генерал-майор Maggior generale | генерал-майор Maggior generale |
| Ufficiali superiori                                                           |                                    |                                    |                                       |                                       |                                       |                                    |                                    |                                    |                                |                                |                                |
| полковник Colonnello                                                          | полковник Colonnello               | полковник Colonnello               | полковник Colonnello                  | подполковник Tenente colonnello       | подполковник Tenente colonnello       | подполковник Tenente colonnello    | подполковник Tenente colonnello    | майор Maggiore                     | майор Maggiore                 | майор Maggiore                 | майор Maggiore                 |
| Ufficiali inferiori                                                           |                                    |                                    |                                       |                                       |                                       |                                    |                                    |                                    |                                |                                |                                |
| капитан Capitano                                                              | капитан Capitano                   | капитан Capitano                   | старший лейтенант Tenente maggiore    | старший лейтенант Tenente maggiore    | старший лейтенант Tenente maggiore    | лейтенант Tenente                  | лейтенант Tenente                  | лейтенант Tenente                  | младший лейтенант Sottotenente | младший лейтенант Sottotenente | младший лейтенант Sottotenente |
| Sottufficiali                                                                 |                                    |                                    |                                       |                                       |                                       |                                    |                                    |                                    |                                |                                |                                |
| старший прапорщик Alfiere maggiore                                            | старший прапорщик Alfiere maggiore | старший прапорщик Alfiere maggiore | старший прапорщик Alfiere maggiore    | старший прапорщик Alfiere maggiore    | старший прапорщик Alfiere maggiore    | прапорщик Alfiere                  | прапорщик Alfiere                  | прапорщик Alfiere                  | прапорщик Alfiere              | прапорщик Alfiere              | прапорщик Alfiere              |
| Truppa                                                                        |                                    |                                    |                                       |                                       |                                       |                                    |                                    |                                    |                                |                                |                                |
| старшина Sergente maggiore capo                                               | старшина Sergente maggiore capo    | старшина Sergente maggiore capo    | старшина Sergente maggiore capo       | старший сержант Sergente maggiore     | старший сержант Sergente maggiore     | старший сержант Sergente maggiore  | старший сержант Sergente maggiore  | сержант Sergente                   | сержант Sergente               | сержант Sergente               | сержант Sergente               |
| младший сержант Sergente inferiore                                            | младший сержант Sergente inferiore | младший сержант Sergente inferiore | младший сержант Sergente inferiore    | ефрейтор Appuntato                    | ефрейтор Appuntato                    | ефрейтор Appuntato                 | ефрейтор Appuntato                 | рядовой Soldato                    | рядовой Soldato                | рядовой Soldato                | рядовой Soldato                |

Sui militari di truppa (fino a sergente maggiore) era previsto un codice (СА, SA) che indicava Советская Армия (Sovyetskaja Armija), Esercito sovietico.

### Aeronautica
| Ufficiali generali |                                           |                                           |                                       |                                       |                                       |                                    |                                    |                                    |                                |                                |                                |
| главный маршал Авиации Советского Союза Maresciallo generale dell'Aviazione dell'Unione Sovietica comandante generale |                                           |                                           |                                       |                                       |                                       |                                    |                                    |                                    |                                |                                |                                |
| маршал авиации Maresciallo dell'aviazione                                                                             | маршал авиации Maresciallo dell'aviazione | маршал авиации Maresciallo dell'aviazione | генерал-полковник Colonnello generale | генерал-полковник Colonnello generale | генерал-полковник Colonnello generale | генерал-лейтенант Tenente generale | генерал-лейтенант Tenente generale | генерал-лейтенант Tenente generale | генерал-майор Maggior generale | генерал-майор Maggior generale | генерал-майор Maggior generale |
| Ufficiali superiori                                                                                                   |                                           |                                           |                                       |                                       |                                       |                                    |                                    |                                    |                                |                                |                                |
| полковник Colonnello                                                                                                  | полковник Colonnello                      | полковник Colonnello                      | полковник Colonnello                  | подполковник Tenente colonnello       | подполковник Tenente colonnello       | подполковник Tenente colonnello    | подполковник Tenente colonnello    | майор Maggiore                     | майор Maggiore                 | майор Maggiore                 | майор Maggiore                 |
| Ufficiali inferiori                                                                                                   |                                           |                                           |                                       |                                       |                                       |                                    |                                    |                                    |                                |                                |                                |
| капитан Capitano | капитан Capitano                          | капитан Capitano                          | старший лейтенант Tenente maggiore    | старший лейтенант Tenente maggiore    | старший лейтенант Tenente maggiore    | лейтенант Tenente                  | лейтенант Tenente                  | лейтенант Tenente                  | младший лейтенант Sottotenente | младший лейтенант Sottotenente | младший лейтенант Sottotenente |
| Sottufficiali |                                           |                                           |                                       |                                       |                                       |                                    |                                    |                                    |                                |                                |                                |
| старший прапорщик Alfiere maggiore                                                                                    | старший прапорщик Alfiere maggiore        | старший прапорщик Alfiere maggiore        | старший прапорщик Alfiere maggiore    | старший прапорщик Alfiere maggiore    | старший прапорщик Alfiere maggiore    | прапорщик Alfiere                  | прапорщик Alfiere                  | прапорщик Alfiere                  | прапорщик Alfiere              | прапорщик Alfiere              | прапорщик Alfiere              |
| Truppa |                                           |                                           |                                       |                                       |                                       |                                    |                                    |                                    |                                |                                |                                |
| старшина staršina | старшина staršina                         | старшина staršina                         | старшина staršina                     | старший сержант Sergente maggiore     | старший сержант Sergente maggiore     | старший сержант Sergente maggiore  | старший сержант Sergente maggiore  | сержант Sergente                   | сержант Sergente               | сержант Sergente               | сержант Sergente               |
| младший сержант Vice sergente                                                                                         | младший сержант Vice sergente             | младший сержант Vice sergente             | младший сержант Vice sergente         | ефрейтор Appuntato                    | ефрейтор Appuntato                    | ефрейтор Appuntato                 | ефрейтор Appuntato                 | рядовой Soldato                    | рядовой Soldato                | рядовой Soldato                | рядовой Soldato                |

Sui militari di truppa (fino a sergente maggiore) era previsto un codice (СА, SA) che indicava Советская Армия (Sovyetskaja Armija), Esercito sovietico.

### Marina
| Ufficiali generali                                                                               |                                           |                                           |                                           |                                         |                                         |                                         |                                         |                                           |                                           |                                           |                                           |
| адмирал Флота Советского Союза Ammiraglio della flotta dell'Unione Sovietica comandante generale |                                           |                                           |                                           |                                         |                                         |                                         |                                         |                                           |                                           |                                           |                                           |
| адмирал Флота Ammiraglio di flotta                                                               | адмирал Флота Ammiraglio di flotta        | адмирал Флота Ammiraglio di flotta        | адмирал Ammiraglio                        | адмирал Ammiraglio                      | адмирал Ammiraglio                      | вице-адмирал Viceammiraglio             | вице-адмирал Viceammiraglio             | вице-адмирал Viceammiraglio               | контр-адмирал Contrammiraglio             | контр-адмирал Contrammiraglio             | контр-адмирал Contrammiraglio             |
| Ufficiali superiori                                                                              |                                           |                                           |                                           |                                         |                                         |                                         |                                         |                                           |                                           |                                           |                                           |
| капитан 1-го ранга Capitano di 1º rango                                                          | капитан 1-го ранга Capitano di 1º rango   | капитан 1-го ранга Capitano di 1º rango   | капитан 1-го ранга Capitano di 1º rango   | капитан 2-го ранга Capitano di 2º rango | капитан 2-го ранга Capitano di 2º rango | капитан 2-го ранга Capitano di 2º rango | капитан 2-го ранга Capitano di 2º rango | капитан 3-го ранга Capitano di 3º rango   | капитан 3-го ранга Capitano di 3º rango   | капитан 3-го ранга Capitano di 3º rango   | капитан 3-го ранга Capitano di 3º rango   |
| Ufficiali inferiori                                                                              |                                           |                                           |                                           |                                         |                                         |                                         |                                         |                                           |                                           |                                           |                                           |
| капитан-лейтенант Tenente-capitano                                                               | капитан-лейтенант Tenente-capitano        | капитан-лейтенант Tenente-capitano        | старший лейтенант Tenente maggiore        | старший лейтенант Tenente maggiore      | старший лейтенант Tenente maggiore      | лейтенант Tenente                       | лейтенант Tenente                       | лейтенант Tenente                         | младший лейтенант Sottotenente            | младший лейтенант Sottotenente            | младший лейтенант Sottotenente            |
| Sottufficiali                                                                                    |                                           |                                           |                                           |                                         |                                         |                                         |                                         |                                           |                                           |                                           |                                           |
| старший мичман Alfiere maggiore                                                                  | старший мичман Alfiere maggiore           | старший мичман Alfiere maggiore           | старший мичман Alfiere maggiore           | старший мичман Alfiere maggiore         | старший мичман Alfiere maggiore         | мичман Sottufficiale                    | мичман Sottufficiale                    | мичман Sottufficiale                      | мичман Sottufficiale                      | мичман Sottufficiale                      | мичман Sottufficiale                      |
| Truppa                                                                                           |                                           |                                           |                                           |                                         |                                         |                                         |                                         |                                           |                                           |                                           |                                           |
| Staršina imbarcato capo                                                                          | Staršina imbarcato capo                   | Staršina imbarcato capo                   | Staršina imbarcato capo                   | главный старшина Staršina capo          | главный старшина Staršina capo          | главный старшина Staršina capo          | главный старшина Staršina capo          | старшина 1-й статьи Staršina di 1ª classe | старшина 1-й статьи Staršina di 1ª classe | старшина 1-й статьи Staršina di 1ª classe | старшина 1-й статьи Staršina di 1ª classe |
| старшина 2-й статьи Staršina di 2ª classe                                                        | старшина 2-й статьи Staršina di 2ª classe | старшина 2-й статьи Staršina di 2ª classe | старшина 2-й статьи Staršina di 2ª classe | старший матрос Marinaio scelto          | старший матрос Marinaio scelto          | старший матрос Marinaio scelto          | старший матрос Marinaio scelto          | матрос Marinaio                           | матрос Marinaio                           | матрос Marinaio                           | матрос Marinaio                           |

Sui militari di truppa (fino a staršina capo) era previsto un codice che indicava:
- Ф (Флот, Flot) - Marina
  - СФ (Северный флот, Severnyj flot) - Flotta del Nord
  - ЧФ (Черноморский флот, Chernomorskij flot) - Flotta del mar Nero
  - БФ (Балтийский флот, Baltijskij flot) - Flotta del Baltico
  - ТФ (Тихоокеанский флот, Tikhookeanskij flot) - Flotta del Pacifico